# Seizoen (omroep)
Een seizoen is bij de omroep een periode waarin een vaste programmering geldt. Het staat ook voor de gezamenlijke afleveringen van een bepaald programma die tijdens een seizoen worden uitgezonden, vaak gedurende een kortere periode.
Die periode is niet hetzelfde als een jaargetijde - vaak is het verschil zeer groot.
Een seizoen van een televisieserie staat voor het geheel van afleveringen dat er in één periode – meestal één jaar – wordt geproduceerd of uitgezonden. Het aantal afleveringen in een seizoen kan per programma aanzienlijk verschillen. Zo bestonden de Britse komedieseries Fawlty Towers en The Young Ones uit seizoenen van 6 afleveringen, terwijl er voor een soap als Goede tijden zo'n 200 afleveringen per seizoen worden gemaakt. Dit aantal kan voor hetzelfde programma ook per seizoen behoorlijk verschillen: voor het eerste seizoen van de tekenfilm MASK werden 65 afleveringen geproduceerd, terwijl seizoen 2 slechts 10 afleveringen telde.
De afleveringen die voor één seizoen worden geproduceerd, worden in de regel ook uitgezonden als één geheel, bijvoorbeeld een tijd lang een dagelijkse of wekelijkse uitzending. Als uitzondering kan South Park genoemd worden. De seizoenen van deze tekenfilmserie worden (op de Amerikaanse televisie) in tweeën gesplitst: het eerste deel wordt uitgezonden rond maart en april, terwijl de laatste afleveringen pas in de laatste maanden van het jaar op de buis te zien zijn. Een ander voorbeeld is het negende seizoen van Baantjer. Er werden voor dit seizoen 13 afleveringen opgenomen, waarvan er in eerste instantie maar 9 werden uitgezonden. De overige 4 werden overgeheveld naar seizoen 10 en dus pas een jaar later op televisie vertoond. De laatste afleveringen van seizoen 10 werden eveneens overgeheveld naar het volgende seizoen, alsook de laatste van seizoen 11. Zo kon het gebeuren dat de 11 seizoenen die gemaakt werden van Baantjer, in 12 televisieseizoenen werden uitgezonden.
Streamingdiensten stellen vaak een heel seizoen of zelfs meerdere seizoenen tegelijk beschikbaar voor afspelen, en soms van een lopend seizoen steeds alle uitgezonden afleveringen. Dit maakt bingewatchen mogelijk.

## Nederland
Bij de programmering van de Nederlandse omroep onderscheidt men een winter- en een zomerseizoen. 
Het winterseizoen is een schooljaar, ongeveer van september tot juni. 
Het zomerseizoen bestaat ongeveer uit de maanden juli en augustus. 
Tijdens het zomerseizoen worden bij voorkeur geen nieuwe vervolgseries uitgezonden. De reden hiervoor is dat de mensen, de potentiële kijkers, in deze zomerse periode meer buitenshuis vertoeven en de kans op hoge kijkcijfers derhalve kleiner is.
Zegt men dat een serie een aantal seizoenen duurt, dan bedoelt men dan ook meestal alleen winterseizoenen.

## Vlaanderen
In Vlaanderen zijn seizoenen meestal periodes van ongeveer 13 weken. Het zomerseizoen loopt er dan van juni tot en met augustus.